# Alain Chevallier
Alain Chevallier is een Belgische stripreeks die begonnen is in 1973 met André-Paul Duchâteau als schrijver en Christian Denayer als tekenaar. Het hoofdpersonage is een racepiloot. Deze strip verscheen oorspronkelijk in Le Soir Jeunesse.

## Albums
Alle albums zijn geschreven door André-Paul Duchâteau en getekend door Christian Denayer

### Reeks 1
Alle albums uit reeks 1 zijn uitgegeven door Rossel uitgeverij.
| Nummer | Titel                  |
| ------ | ---------------------- |
| 1      | De hel van het circuit |
| 2      | De duivelse rit        |
| 3      | Cross voor <<500>>CC   |
| 4      | De wegpiraten          |
| 5      | Safari voor zombies    |
| 6      | Het angstvirus         |
| 7      | Auto moto duel         |

### Reeks 2
| Nummer | Titel                        | Uitgever(s)                    |
| ------ | ---------------------------- | ------------------------------ |
| 1      | De rivalen                   | Uitgeverij Helmond, Le Lombard |
| 2      | Spel met de dood             | Uitgeverij Helmond, Le Lombard |
| 3      | Het monster in de sneeuw     | Le Lombard                     |
| 4      | Aanslag bij formule 1        | Le Lombard                     |
| 5      | De dolende rijder            | Le Lombard                     |
| 6      | De erfgenaam                 | Le Lombard                     |
| 7      | Het teken van de indiaan     | Le Lombard                     |
| 8      | De plagen van de Farao-Rally | Le Lombard                     |
| 9      | Come back                    | Le Lombard                     |
| 10     | Pole position                | Le Lombard                     |